# Aziz Nasirzadeh
Aziz Nasirzadeh (Sarab, 1965) è un generale iraniano, attuale Ministro della difesa e della logistica delle forze armate dell'Iran dal 21 agosto 2024, in precedenza è stato vice-capo di stato maggiore delle Forze armate dell'Iran dal settembre 2021 al 2024, e comandante della Forza aerea iraniana dall'agosto 2018 al settembre, veterano della Guerra Iran-Iraq, è stato certificato come pilota di F-14 ma non ha avuto modo di partecipare ai combattimenti
in seguito ai ai bombardamenti israeliani sull'Iran del giugno 2025 diversi media di opposizione e stranieri hanno affermato che fosse stato ucciso negli attacchi che hanno preso di mira il ministero della difesa iraniano a Teheran. Ciò nonostante la giornalista filo-governativa Dara Nassari ha affermato che "Nasirzadeh  fosse in piena salute continuando a servire l'onorevole popolo iraniano"..

## Carriera militare
Nasirzadeh cominciò la sua carriera militare come pilota di F-14 Tomcat alla fine della Guerra Iran-Iraq, nonostante non avesse preso parte ad alcun combattimento. Col passare degli anni ha servito in diverse posizioni chiave della Forza aerea iraniana come ad esempio capo di stato maggiore e vice-comandante ad interim prima della sua nomina a comandante in pieno titolo dal 2018 al 2021.
dal settembre 2021 al 2024 è stato nominato vice-capo di stato maggiore delle Forze armate dell'Iran, una posizione che riflette importanti responsabilità strategiche in tutto l'apparato militare iraniano. nell'agosto 2024 è stato nominato Ministro della difesa e della logistica delle forze armate.
Nasirzadeh è stato coinvolto in pianificazioni di sicurezza a livello nazionale, inclusa la presidenza dell'Organizzazione nazionale per la difesa passiva responsabile della salvaguardia dell'infrastruttura civile, militare e nucleare iraniana da un potenziale attacco israeliano o statunitense. Le sue attività di sicurezza internazionale hanno incluso una cooperazione con l'Armenia e delle esercitazioni militari congiunte con l'Azerbaigian con l'obbiettivo di contrastare l'influenza israeliana, turca e occidentale nell'area della Transcaucasia.